# Distrontiumruthenat
Distrontiumruthenat (SRO) ist eine keramische Verbindung des Strontiums mit Ruthenium und Sauerstoff mit der Formel Sr2RuO4. Es ist der erste entdeckte Perowskit-Supraleiter ohne Kupfer.

## Gewinnung und Darstellung
Distrontiumruthenat kann durch Reaktion von Strontiumcarbonat mit Ruthenium(IV)-oxid in Sauerstoff bei über 900 °C gewonnen werden.
Hochwertige SRO-Kristalle werden im Zonenschmelzverfahren in einer kontrollierten Atmosphäre im Rutheniumstrom hergestellt. Die Perowskitstruktur wird durch Röntgen-Pulverdiffraktrometrie nachgewiesen. SRO verhält sich unterhalb von 25 K wie eine konventionelle Fermiflüssigkeit.

## Eigenschaften
Distrontiumruthenat besitzt eine tetragonale Kristallstruktur mit der Raumgruppe I4/mmm (Raumgruppen-Nr. 139).
SRO ist strukturell den Hochtemperatur-Supraleitern der Kuprate sehr ähnlich, insbesondere dem Lanthan-dotierten Hochtemperatur-Supraleiter(La,Sr)2CuO4. Die Übergangstemperatur in die supraleitende Phase liegt jedoch bei Tc = 1,48 K und damit wesentlich niedriger als bei den Kupraten. Die Übergangstemperatur Tc steigt unter uniaxialem Druck an.

### Supraleitung
Die Supraleitung in SRO konnte 1994 erstmals durch Yoshitero Maeno et al. nachgewiesen werden, als sie nach Hochtemperatur-Supraleitern mit kupratähnlicher Struktur suchten. Im Unterschied zu Kupraten zeigt SRO auch ohne Dotierung Supraleitung. Die makroskopische Wellenfunktion als Ordnungsparameter des supraleitenden Zustands zeigt in SRO Anzeichen einer gebrochenen Zeitumkehrsymmetrie, so dass das Material als unkonventioneller Supraleiter klassifiziert wird. Sr2RuO4 wird als nahezu zweidimensionales System angesehen, dessen Supraleitung vorwiegend in der Ru-O-Ebene stattfindet. Aufgrund dessen bestehen die Fermioberflächen der drei Leitungsbänder aus nahezu zweidimensionalen Ebenen mit geringer Dispersion entlang der c-Achse des Kristalls und weisen magnetische Eigenschaften auf.

### Magnetismus
Besonders ungewöhnlich ist die Koexistenz von Supraleitung und ferromagnetischen Eigenschaften in SRO, da sich diese Phänomene nach herkömmlicher Auffassung gegenseitig ausschließen, und die sonst nur in Heterostrukturen hergestellt werden kann. R. Fittipaldi et al. konnten 2021 mittels Myon-Spinspektroskopie nachweisen, dass der Magnetismus von SRO auf kollektive Wirbelströme an der Oberfläche des Materials zurückzuführen ist, was das Material für Anwendungen der Spintronik interessant macht.